# کنفدراسیون ایلینوی
کنفدراسیون ایلینوی، که همچنین با نام‌های ایلینیوک و ایلینی نیز شناخته می‌شود، شامل ۱۲ یا ۱۳ قبیله بود که در درهٔ رود می‌سی‌سی‌پی زندگی می‌کردند. سرانجام، قبایل عضو منطقه‌ای که از دریاچهٔ میشیگان تا آیووا، ایلینوی، میزوری و آرکانزاس امتداد داشت را اشغال کرده بودند. نام کنفدراسیون از املاگذاری کاشفان فرانسوی از iliniwe به «Illinois» آمده که بیشتر شبیه صداهای زبان خودشان کردند. تخمین زده می‌شود که تا پیش از برقراری ارتباط با اروپایی‌ها، قبایل ده‌ها هزار عضو داشتند و پس از آن رشد آن‌ها کمتر شد و جمعیت به‌طور قابل توجهی کاهش پیدا کرد.
قبیلهٔ ایلینوی، مانند بسیاری دیگر از گروه‌های بومی آمریکایی، خود را با کشاورزی، شکار کردن و ماهی‌گیری نگه می‌داشتند. آن‌ها که به‌طور جزئی عشایری بودند، با توجه به فصل و منابع در دسترس، معمولاً در خانه‌های کشیده و کپر زندگی می‌کردند. در حالی که مردان معمولاً یا شکار می‌کردند یا در جنگ شرکت می‌کردند، زنان مشغول کشت و فرآوری محصولات بودند، از شکار ابزار و لباس درست می‌کردند و غذا را به روش‌های مختلف برای سفر نگهداری می‌کردند. مردم ایلینوی با گذشت زمان به دلیل بیماری‌های واگیر و جنگ که بیشتر با آمدن استعمارگران فرانسوی فراگیر شدند، کاهش پیدا کردند.